# Crkva Svetog blagovještenja u Dubrovniku
42° 38′ 28″ С; 18° 06′ 32″ И / 42.641008585945925° С; 18.108898745659835° И
Srpska pravoslavna crkva sv. Blagovještenja izgrađena je u dubrovačkom starom gradskom jezgru 1877. godine, u ulici Od puča 8, na ruševinama starih palata dubrovačke vlastele. Pored nje se danas nalazi i muzej ikona i centar Srpske pravoslavne crkvene opštine Dubrovnik. Osim ove crkve postoji i manja i starija pravoslavna crkva i groblje na Boninovu.
U Dubrovačkoj republici zvanična je religija bio katolicizam i pravoslavnim hrišćanima i muslimanima nije bilo dozvoljeno da prenoće unutar zidina. Nije dozvoljavano postojanje nekatoličkih vjerskih objekata osim sinagoge u Žudioskoj ulici koja je bila predviđena za judaiste. Slabljenje dubrovačke države dovelo je do stvaranja pravoslavne opštine 1790. godine. Deset godina kasnije posvećen je prvi pravoslavni vjerski objekat koji se smjestio izvan gradskih zidina, na Posatu. Tek 1804. godine pravoslavnom svešteniku dozvoljeno je da neograničeno boravi u gradu. Po mnogim srpskim i hrvatskim istorijskim izvorima srpskih pravoslavnih hrišćana je u Dubrovniku u 19. veku bilo između 300 i 1.000. U tom vremenu Dubrovnik su posjetili i srpski lingvista Vuk Karadžić i crnogorski državni poglavar Petar II Petrović Njegoš. Prva pravoslavna crkva u gradu izgrađena je uz pravoslavno groblje na Boninovu 1848. godine.
Malobrojni pravoslavni hrišćani su se zalagali za svoju crkvu lobirajući i kod ruskih konzula i kod crnogorskog vladike. Na kraju je 1877. podignut veliki pravoslavni hram, iako danas u Dubrovniku živi tek oko 1.200 vjernika.
Crkva tokom građanskog rata nije značajnije oštećena. Crkva je kompletno obnovljena u period 2009−2010.
Drugog i trećeg septembra 2013. godine, crkva u starom gradskom jezgru bila je išarana grafitima kojima se iskazivala mržnja prema Srbima i negodovanje zbog uvođenja ćirilice u Vukovaru.